# Smolník
Smolník es un municipio del distrito de Gelnica en la región de Košice, Eslovaquia, con una población estimada a final del año 2024 de 944 habitantes.
Se encuentra ubicado al oeste de la región, en el valle del río Hernád y cerca de la frontera con la región de Prešov.

## Demografía
| Año        | 1994 | 2004    | 2014     | 2024     |
| ---------- | ---- | ------- | -------- | -------- |
| Población  | 1264 | 1278    | 1064     | 944      |
| Diferencia |      | +1,10 % | −16,74 % | −11,27 % |

| Año        | 2023 | 2024    |
| ---------- | ---- | ------- |
| Población  | 954  | 944     |
| Diferencia |      | −1,04 % |